# Rio Clopodia
O Rio Clopodia é um rio da Romênia, afluente do Moraviţa, localizado no distrito de Timiş.